# Walter Köppe

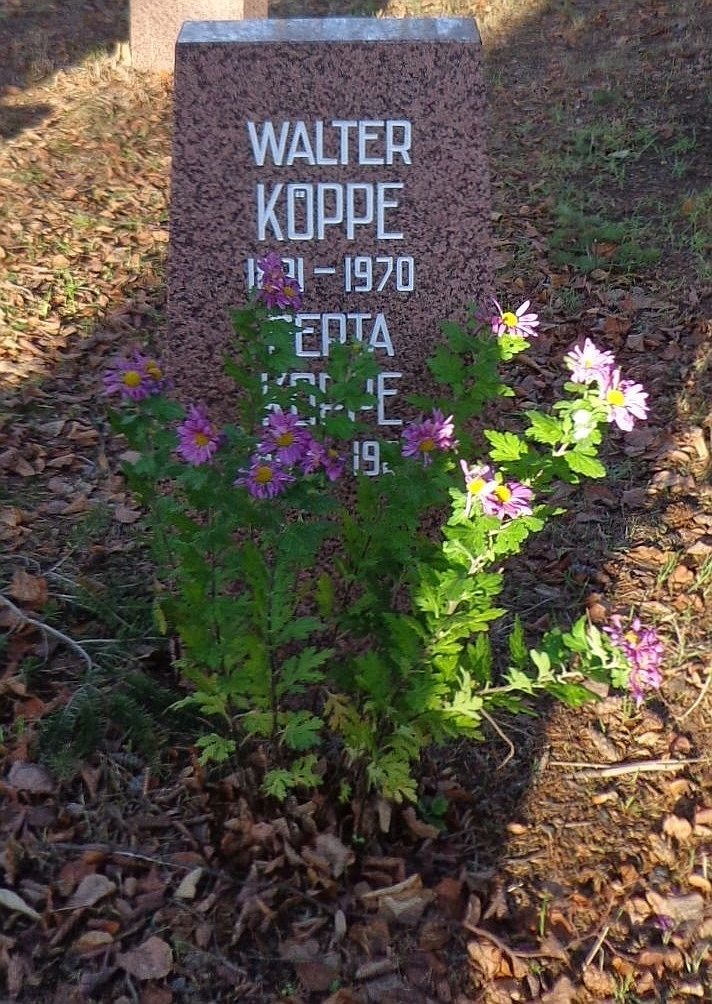
Grab von Walter Köppe am Pergolenweg auf dem Zentralfriedhof Berlin-Friedrichsfelde

Walter Köppe (* 21. Juni 1891 in Berlin; † 25. September 1970 ebenda) war ein deutscher Funktionär der Kommunistischen Partei Deutschlands (KPD) und der Sozialistischen Einheitspartei Deutschlands (SED) in der sowjetisch besetzten Zone (SBZ). Als Mitglied der Gruppe Ulbricht war er nach dem Ende des Zweiten Weltkriegs an der Machtübernahme der Kommunisten in der späteren Deutschen Demokratischen Republik (DDR) beteiligt. Nach Konflikten mit der Partei- und Staatsführung wurde er 1952 Verwaltungsdirektor der Bauakademie der DDR.

## Leben

### KPD-Funktionär und Emigrant
Köppe, Sohn eines Arbeiters, erlernte nach dem Abschluss der Volksschule bis 1908 den Beruf des Schlossers, in dem er bis 1926 in verschiedenen Berliner Unternehmen tätig war. 1909 trat er in den Deutschen Metallarbeiterverband (DMV) und 1912 in die Sozialdemokratische Partei Deutschlands (SPD) ein.
Im Jahr 1915 wurde Köppe zum Deutschen Heer eingezogen und kämpfte im Ersten Weltkrieg. Nach Kriegsende 1918 beteiligte er sich aktiv an der Novemberrevolution. 1919 trat er zur Unabhängigen Sozialdemokratischen Partei Deutschlands (USPD) und 1920 zur KPD über. Ab 1923 war Köppe zeitweise deren hauptamtlicher Funktionär und trat als politischer Leiter der KPD Berlin-Pankow auf. Von 1926 bis 1932 war er in der sowjetischen Handelsvertretung in Berlin tätig und knüpfte enge Kontakte zur Kommunistischen Partei der Sowjetunion (KPdSU) und zur Kommunistischen Internationale (Komintern).
Von 1929 bis 1932 war Köppe Hauptkassierer des Unterbezirks Nord-Ost der KPD und von 1924 bis 1933 Mitglied der KPD-Bezirksleitung Berlin-Brandenburg-Lausitz-Grenzmark und Bezirksverordneter in Berlin-Pankow. 1932/33 war er Schatzmeister der KPD-Bezirksleitung Berlin und 1933 für einige Wochen Mitglied des Berliner Magistrats.
Nach der Machtübernahme der Nationalsozialisten wurde Köppe im Februar 1933 einige Wochen inhaftiert und ging danach in die Emigration. Er hielt sich einige Monate in Prag auf und gelangte im November 1933 in die Sowjetunion.
Im August 1937 ging Köppe nach Spanien und kämpfte in den internationalen Brigaden im spanischen Bürgerkrieg. Er war Sergeant in der Zahlmeisterei in der Base Albacete, später Kasseninstrukteur der 45. Division. 1938 wurde er Mitglied der Kommunistischen Partei Spaniens (PCE). Nach der Niederlage der republikanischen Kräfte 1939 wurde er im Lager Sant Cyprien in Frankreich interniert und war dort Politkommissar der deutschen Gruppe.
Im März 1939 konnte Köppe in die Sowjetunion zurückkehren und wurde Mechaniker im Wissenschaftlichen Institut für Fahrzeug- und Traktorenbau (NAMI) in Moskau. 1941 erfasste die deutsche Geheime Staatspolizei (Gestapo) Köppe auf der Sonderfahndungsliste UdSSR. 1941/42 besuchte er die Schule der Komintern in Kuschnarenkowo. 1943 ließ er sich in der Nähe von Moskau zum Fallschirmjäger ausbilden und kämpfte ab 1943 auf Seiten der Roten Armee im Zweiten Weltkrieg. Ab 1944 hielt er Vorträge und war Lektor an der Frontschule für Kriegsgefangene bei der 3. Ukrainischen Front.

### Mitglied der Gruppe Ulbricht
Nach dem Ende des Zweiten Weltkriegs kehrte Köppe am 30. Mai 1945 als Mitglied der Gruppe Ulbricht nach Deutschland zurück. Er war Teil einer Gruppe deutscher Exilkommunisten, die die Machtübernahme der KPD in der SBZ vorbereiteten. Auf der zweiten Funktionärskonferenz der KPD am 2. Juni 1945 wurde er zum 2. Sekretär der Bezirksleitung der KPD in Berlin gewählt. 1946 wurde er durch die Zwangsvereinigung der KPD mit der SPD zur SED deren Mitglied. Noch im selben Jahr geriet er in Konflikt mit der Parteiführung und wurde wegen „mangelhafter politischer Qualifikation“ als Direktor für Wirtschaft und Organisation an die Parteihochschule der SED versetzt. 1950 folgte eine „ernste Warnung“ und 1952 eine „strenge Rüge“ durch die Zentrale Parteikontrollkommission der SED.
Nach kurzer Tätigkeit im Amt für Information der Regierung der DDR wurde Köppe 1952 Verwaltungsdirektor der Bauakademie der DDR in Berlin. 1955 wurde er Mitarbeiter der Kaderabteilung des Ministeriums für Schwermaschinenbau, der Staatlichen Plankommission und des Volkswirtschaftsrats. 1965 wurde er pensioniert.

## Ehrungen
- 1970 Ehrenspange zum Vaterländischen Verdienstorden in Gold (DDR)